# TPAi
TPAi, anciennement connu sous les noms de TPA Internacional et TPA3 est une des trois chaînes de télévision publiques angolaises appartenant à la compagnie nationale de télédiffusion Televisão Pública de Angola. Diffusée par satellite, sur internet et sur certains réseaux câblés, elle reprend les principales émissions, en direct ou en différé, des chaînes hertziennes TPA1 et TPA2. 
Sa mission est de favoriser les liens entre la diaspora angolaise et la « mère patrie » et de permettre à quiconque s’intéresse à ce pays de s’informer.
TPA Internacional émet essentiellement en portugais, principale langue véhiculaire du pays. Sa grille des programmes est composée de journaux télévisés, d’émissions de plateaux, magazines, variétés et documentaires.
Sa réception est possible en Angola, mais c’est bien la communauté expatriée qui est visée par cette nouvelle chaîne. Lancée par le gouvernement le 24 juillet 2008, elle est rapidement diffusée au Portugal, où vivent de nombreux Angolais. Elle est ensuite reprise par satellite et accessible librement dans toute l’Europe, puis depuis l’été 2015, en France, dans le cadre du bouquet TV de Free où elle est incluse dans l’offre de base.